# Киран Десаи
Киран Десаи (на английски: Kiran Desai) е индийска писателка на произведения в жанра драма, носителка на наградата „Букър“ през 2006 г.

## Биография и творчество
Киран Десаи е родена на 3 септември 1971 г. в Ню Делхи, Индия. Дъщеря е на известната индийска писателка Анита Десаи. Отраства в Пуна и Мумбай. На 14 години напуска с майка си Индия. Първоначално живеят една година в Англия, а след това се преместват в Съединените щати. Следва творческо писане в колежа Бенингтън, който завършва през 1993 г., и получава магистърски степени от университета Холинс в Роанок, Вирджиния, и от Колумбийския университет в Ню Йорк през 1999 г.
Първият ѝ роман „Врява в градината с гуави“ е издаден през 1998 г. Главният герой, Сампат Чавла, е неудачник и пример за провал в училището и в работата си. Но един ден се покатерва пиян на дърво гуава и се прочува с пророчествата си като свят човек, което разбунва духовете в малкия град Шахкот. Група крадливи, алкохолизирани маймуни тормозят поклонниците, които се тълпят под гуавата, а държавните служители се чудят какви планове да измислят, за да се справят със ситуацията излязла от контрол. Книгата е иронично забавна и затрогваща история за живота, любовта и семейството. Романът печели наградата „Бети Траск“ за най-добър първи роман на автор от британската нация.
Вторият ѝ роман „По пътя на светлината“ е издадена през 2005 г. Историята се развива в Индия през 80-те години на XX век, в разгара на непалското движение за независимост. Той разказва за пенсиониран съдия в Калимпонг в подножието на Хималаите, който живее с осиротялата си 16-годишна внучка Саи и готвача си, чийто син Биджу води мизерен живот на нелегален емигрант в Ню Йорк. Чрез съдбата на героите писателката описва западния и Третия свят, глобализацията и тероризма, разкривайки болката от изгнаничеството и неистовия стремеж към по-добър живот. Книгата е високо оценена от критиците в цяла Азия, Европа и Съединените щати. През 2006 г. романът ѝ печели голямото международно литературно отличие – международната награда „Букър“, като и Националната награда за художествена литература на литературните критици.
През 2009 г. получава медала за високи постижения на Колумбийския университет. През 2013 г. получава стипендия на мемориалната фондация на Джон Саймън Гугенхайм за писател-резидент в Американската академия в Берлин.
През януари 2015 г. „The Economic Times“ я посочва като една от 20-те „най-влиятелни“ индийски жени.
Киран Десаи живее в Ню Йорк.

## Произведения

### Самостоятелни романи
- Hullabaloo in the Guava Orchard (1998)
Врява в градината с гуави, изд.: ИК „Прозорец“, София (2017), прев. Петя Петкова
- The Inheritance of Loss (2005) – награда „Букър“
По пътя на светлината, изд.: ИК „Прозорец“, София (2008), прев. Петя Петкова